# Billy Bragg

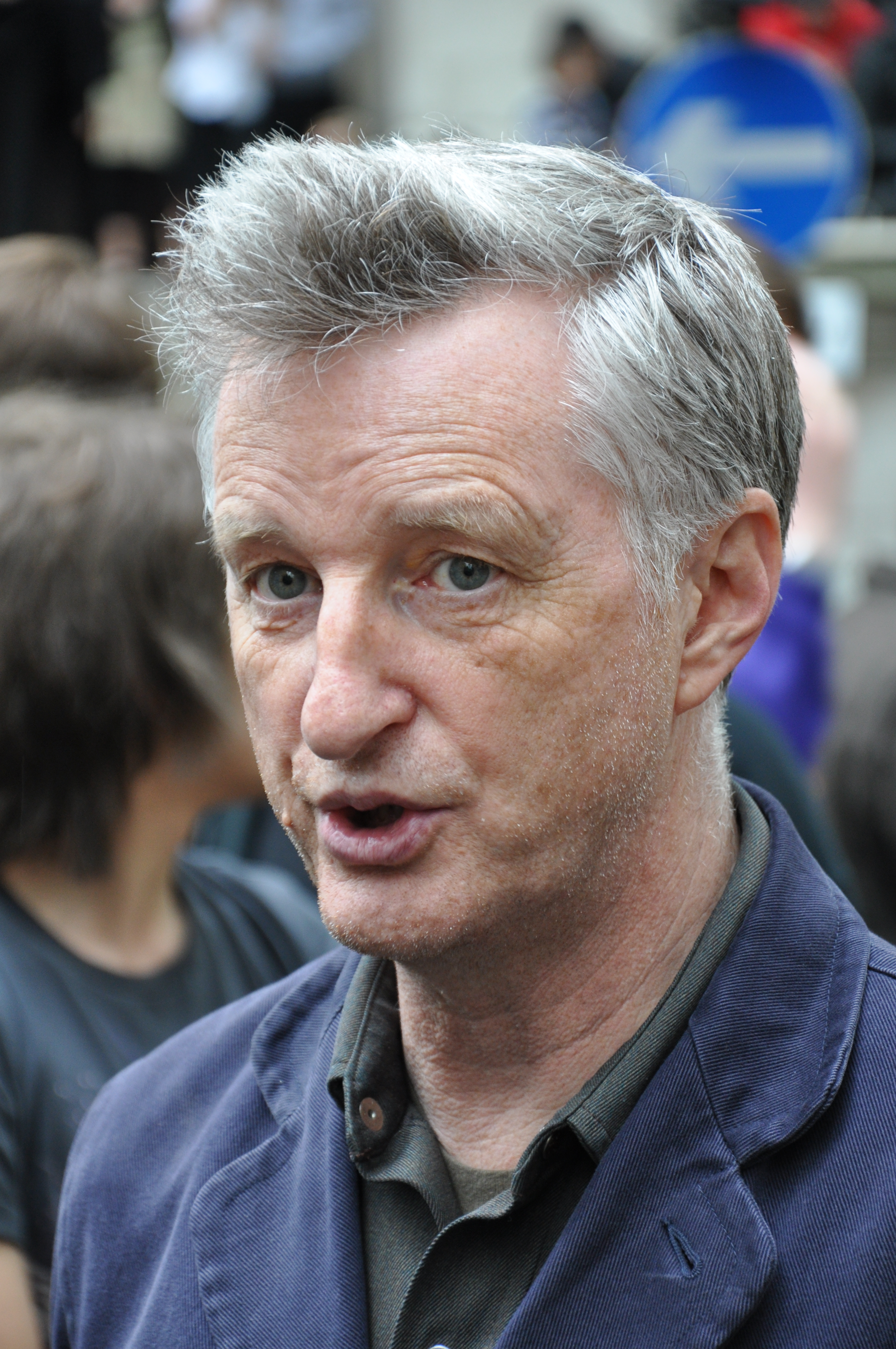
Billy Bragg (2010)

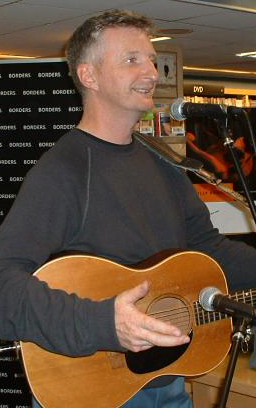
Billy Bragg (2003)

Billy Bragg (* 20. Dezember 1957 in Barking (Essex), heute zu London, England; eigentlich Stephen William Bragg) ist ein britischer Singer-Songwriter und politisch linker Aktivist. Seine Themen reichen von Liebesballaden über traditionelle Arbeiterlieder bis zu Protestliedern zu aktuellen politischen Ereignissen. In seiner Musik verbindet er Elemente von Pop, Folk, Rock und Punk.

## Biografie
1977 gründete Bragg – inspiriert durch ein Konzert von The Clash – die Punkband Riff Raff, die sich aber 1981 nach ausbleibenden Erfolgen auflöste. Im Mai 1981 trat Bragg in die British Army ein. Er kündigte aber bereits nach wenigen Monaten und gegen die Zahlung von 175 Pfund wurde er wieder entlassen (nach eigenen Worten „die klügste 175-Pfund-Zahlung meines Lebens“).
Bragg tingelte anschließend mit einer elektrischen Gitarre als Straßenmusiker und im Vorprogramm anderer Künstler durch London, bis es ihm gelang, den A&R-Manager Peter Jenner vom Label Charisma Records auf sich aufmerksam zu machen. Der sich aus diesem Kontakt ergebende Plattenvertrag führte 1983 zum Debütalbum Life’s a Riot with Spy Vs Spy, das in den englischen Charts Platz 30 erreichte. Eine erste US-Tournee schloss sich noch 1983 dem Erfolg an.
Im selben Jahr wurde Bragg der Öffentlichkeit auch durch politische Aktivitäten bekannt: Zusammen mit anderen Aktivisten wurde er bei einem Anti-Apartheid-Sit-In vor dem Londoner South Africa House verhaftet. In der neoliberalen Thatcher-Ära (1979–1990) war der politisch links engagierte Singer-Songwriter zudem Gründer der Bewegung Red Wedge. Ziel dieses Zusammenschlusses von Musikern war es, junge Wähler für die Labour-Partei zu begeistern. Mit Erlösen aus dem Verkauf seiner EP Between the Wars, die ab Februar 1985 in den britischen Charts stand, unterstützte Bragg den britischen Bergarbeiterstreik 1984/1985.
Ende 1986 wurde Bragg erneut verhaftet, diesmal im Zusammenhang mit der Zerstörung eines Zauns an einem Luftwaffenstützpunkt in Norfolk im Verlauf einer Anti-Atom-Demonstration. Auf das Cover seines 1988 erschienenen Albums Workers Playtime ließ er in Anlehnung an die Kampagne der britischen Musikindustrie Home Taping Is Killing Music den Slogan „Capitalism Is Killing Music“ drucken. Im Mai 1988 gelang ihm mit einer Coverversion des Beatles-Songs She’s Leaving Home ein Sprung auf den ersten Platz der UK-Charts.
1998 tat Billy Bragg sich mit der Alternative-Country-Gruppe Wilco und der Sängerin Natalie Merchant zusammen, um dem gemeinsamen Idol Woody Guthrie mit der Aufnahme eines Albums Tribut zu zollen. Bragg war bereits 1992 und 1996 in den USA als Interpret von Guthrie-Songs aufgetreten. Auf Initiative von Woody Guthries Tochter Nora wurden musikalisch noch nicht bearbeitete Songtexte aus dem Nachlass ihres Vaters vertont und unter dem Titel Mermaid Avenue veröffentlicht. In der Mermaid Avenue auf Coney Island hatte Familie Guthrie in den 1940er Jahren gewohnt und Woody hatte ein Stück Mermaid’s Avenue verfasst. Im Jahr 2000 fand die Vertonung von Woody-Guthrie-Texten eine Fortsetzung mit Mermaid Avenue, Vol. 2. Anschließend tourte Bragg mit der Band The Blokes, mit der auch das Album England, Half English (2002) entstand.
Braggs politisches Engagement äußerte sich auch weiterhin in einer Reihe von Statements zu aktuellen politischen Themen: Im Jubiläumsjahr 2002 griff er die britische Monarchie scharf an. Den amerikanischen Präsidenten George W. Bush kritisierte er vehement wegen dessen Irakkrieg, unter anderem im Song The Price of Oil. In der Auseinandersetzung mit Neonazis forderte er, der Rechten den Begriff Patriotismus nicht zu überlassen. Eine antifaschistische „Hope-Not-Hate“-Tour fand im Mai 2006 statt. Ausgewählte Titel seiner Themen bot Bragg dabei stets auf seiner Homepage zum kostenlosen Download an.
2003 veröffentlichte Bragg mit Must I Paint You a Picture? The Essential Billy Bragg eine Retrospektive seines bisherigen Schaffens. 2006 erschienen mit Billy Bragg – Volume 1 und Billy Bragg – Volume 2 zwei weitere Zusammenstellungen, die aus insgesamt 15 CDs und 3 DVDs bestehen.
Im August 2023 veröffentlichte Bragg mit Rich Men Earning North of a Million eine Antwort auf den rechten Country-Song Rich Men North of Richmond von Oliver Anthony.

### A New England
Braggs Titel A New England wurde auch durch Coverversionen anderer Künstler bekannt. Mit einer Fassung des Liedes, die zwei zusätzliche Verse enthält, erreichte Kirsty MacColl 1985 Platz 7 in den britischen Singlecharts. Weitere Versionen gab es etwa von der Hamburger Punkband Rantanplan, den Beatsteaks und von Jamie T. Der Refrain des Liedes lautet:
I don’t want to change the world
I’m not looking for a new England
I’m just looking for another girl.

## Diskografie

### Studioalben
| Jahr | Titel                                                            | Höchstplatzierung, Gesamtwochen, AuszeichnungChartplatzierungen (Jahr, Titel, Platzierungen, Wochen, Auszeichnungen, Anmerkungen) | Höchstplatzierung, Gesamtwochen, AuszeichnungChartplatzierungen (Jahr, Titel, Platzierungen, Wochen, Auszeichnungen, Anmerkungen) | Anmerkungen                                                                                                 |
| Jahr | Titel                                                            | UK | US | Anmerkungen                                                                                                 |
| ---- | ---------------------------------------------------------------- | --- | --- | --- |
| 1984 | Life’s a Riot with Spy Vs Spy                                    | UK30 Gold · (30 Wo.)UK | — | Erstveröffentlichung: Mai 1983 Produzent: Oliver Hitch                                                      |
| 1984 | Brewing Up with Billy Bragg                                      | UK16 Silber · (21 Wo.)UK | — | Erstveröffentlichung: November 1984 Produzent: Edward de Bono                                               |
| 1986 | Talking with the Taxman About Poetry                             | UK8 Silber · (8 Wo.)UK | — | Erstveröffentlichung: September 1986 Produzenten: John Porter, Kenny Jones                                  |
| 1988 | Workers Playtime                                                 | UK17 (4 Wo.)UK | — | Erstveröffentlichung: 20. September 1988 Produzenten: Joe Boyd, Wiggy                                       |
| 1990 | The Internationale                                               | UK34 (4 Wo.)UK | — | Erstveröffentlichung: Mai 1990 Produzenten: Grant Showbiz, Wiggy                                            |
| 1991 | Don’t Try This at Home                                           | UK8 Gold · (6 Wo.)UK | — | Erstveröffentlichung: 17. September 1991 Produzenten: Grant Showbiz, Johnny Marr                            |
| 1996 | William Bloke                                                    | UK72 (1 Wo.)UK | — | Erstveröffentlichung: 10. September 1996 Produzent: Grant Showbiz                                           |
| 1998 | Mermaid Avenue                                                   | UK34 (4 Wo.)UK | US90 (7 Wo.)US | Erstveröffentlichung: 23. Juni 1998; mit Wilco Produzenten: Nora Guthrie, Billy Bragg, Grant Showbiz, Wilco |
| 2000 | Mermaid Avenue Vol. II                                           | UK61 (1 Wo.)UK | US88 (4 Wo.)US | Erstveröffentlichung: 30. Mai 2000; mit Wilco Produzenten: Nora Guthrie, Billy Bragg, Grant Showbiz, Wilco  |
| 2002 | England, Half-English                                            | UK51 (2 Wo.)UK | — | Erstveröffentlichung: 5. März 2002 mit The Blokes; Produzent: Grant Showbiz                                 |
| 2008 | Mr. Love & Justice                                               | UK33 (2 Wo.)UK | — | Erstveröffentlichung: 3. März 2008 Produzent: Grant Showbiz                                                 |
| 2013 | Tooth & Nail                                                     | UK13 (3 Wo.)UK | — | Erstveröffentlichung: 18. März 2013 Produzent: Joe Henry                                                    |
| 2016 | Shine a Light: Field Recordings from the Great American Railroad | UK61 (1 Wo.)UK | — | Erstveröffentlichung: 23. September 2016 mit Joe Henry                                                      |
| 2021 | The Million Things That Never Happened                           | UK44 (2 Wo.)UK | — | Erstveröffentlichung: 8. Oktober 2021                                                                       |

Weitere Studioalben
- 1987: The Peel Sessions
- 1991: The Peel Session Album
- 1997: Bloke on Bloke
- 2013: Mermaid Avenue Vol. III (mit Wilco)
- 2017: Bridges not Walls

### Livealben
| Jahr | Titel                           | Höchstplatzierung, Gesamtwochen, AuszeichnungChartsChartplatzierungen (Jahr, Titel, Platzierungen, Wochen, Auszeichnungen, Anmerkungen) | Anmerkungen                          |
| Jahr | Titel                           | UK | Anmerkungen                          |
| ---- | ------------------------------- | --- | ------------------------------------ |
| 2014 | Live at the Union Chapel London | UK61 (1 Wo.)UK | Erstveröffentlichung: 14. April 2014 |

Weitere Livealben
- 1992: Accident Waiting to Happen (Red Star Version) / Red Star Live CD (2 CDs; 1 Studio- und 1 Livealbum)
- 1995: Live Bootleg / No Pop, No Style, Strictly Roots (mit The Red Stars)
- 1999: Mermaid Avenue Tour / You Can Call Me Cupcake
- 2002: Bill’s Bargains / Going to a Party Way Down South
- 2005: Live at the Barbican (2 CDs)

### Kompilationen
| Jahr | Titel                                                 | Höchstplatzierung, Gesamtwochen, AuszeichnungChartplatzierungen (Jahr, Titel, Platzierungen, Wochen, Auszeichnungen, Anmerkungen) | Höchstplatzierung, Gesamtwochen, AuszeichnungChartplatzierungen (Jahr, Titel, Platzierungen, Wochen, Auszeichnungen, Anmerkungen) | Anmerkungen                            |
| Jahr | Titel                                                 | DE | UK | Anmerkungen                            |
| ---- | ----------------------------------------------------- | --- | --- | -------------------------------------- |
| 1987 | Back to Basics                                        | — | UK37 (4 Wo.)UK | Erstveröffentlichung: 7. Juli 1987     |
| 1999 | Reaching to the Converted                             | — | UK41 (2 Wo.)UK | Erstveröffentlichung: August 1999      |
| 2003 | Must I Paint You a Picture? The Essential Billy Bragg | — | UK49 Silber · (3 Wo.)UK | Erstveröffentlichung: 28. Oktober 2003 |
| 2023 | The Roaring Forty 1983–2023                           | DE79 (1 Wo.)DE | UK29 (1 Wo.)UK | Erstveröffentlichung: 27. Oktober 2023 |

Weitere Kompilationen
- 1993: Victim of Geography
- 1996: Still Looking for a New England (2 CDs, US-Promo)
- 2006: Volume 1 (Box mit 7 CDs + 2 DVDs)
- 2006: Volume 2 (Box mit 8 CDs + DVD)
- 2006: The Progressive Patriot – Complimentary Music
- 2011: Fight Songs – A Decade of Downloads
- 2012: Mermaid Avenue – The Complete Sessions (mit Wilco; Box mit 3 CDs + DVD)

### EPs
| Jahr | Titel                      | Höchstplatzierung, Gesamtwochen, AuszeichnungChartsChartplatzierungen (Jahr, Titel, Platzierungen, Wochen, Auszeichnungen, Anmerkungen) | Anmerkungen                        |
| Jahr | Titel                      | UK | Anmerkungen                        |
| ---- | -------------------------- | --- | ---------------------------------- |
| 1985 | Between the Wars           | UK15 (6 Wo.)UK | Erstveröffentlichung: Februar 1985 |
| 1986 | Levi Stubbs Tears          | UK29 (6 Wo.)UK | Erstveröffentlichung: Juni 1986    |
| 1992 | Accident Waiting to Happen | UK33 (3 Wo.)UK | Erstveröffentlichung: Februar 1992 |

Weitere EPs
- 1986: Greetings to the New Brunette
- 1987: Help Save the Youth of America (Live)
- 1998: She Came Along to Me (mit Wilco)
- 1998: Mermaid Avenue Bonus EP (mit Wilco)
- 1999: Man in the Sand (mit Wilco; DVD + VHS + CD)

### Singles
| Jahr | Titel Album                                                        | Höchstplatzierung, Gesamtwochen, AuszeichnungChartsChartplatzierungen (Jahr, Titel, Album, Platzierungen, Wochen, Auszeichnungen, Anmerkungen) | Anmerkungen |
| Jahr | Titel Album                                                        | UK | Anmerkungen |
| ---- | ------------------------------------------------------------------ | --- | --- |
| 1985 | Days Like These –                                                  | UK43 (5 Wo.)UK | Erstveröffentlichung: Dezember 1985                                                                                |
| 1986 | Greetings to the New Brunette Talking with the Taxman About Poetry | UK58 (3 Wo.)UK | Erstveröffentlichung: Oktober 1986                                                                                 |
| 1988 | She’s Leaving Home Sgt. Pepper Knew My Father                      | UK1 (11 Wo.)UK | Erstveröffentlichung: 2. Mai 1988; mit Cara Tivey Splitsingle mit Wet Wet Wet – With a Little Help from My Friends |
| 1988 | Waiting for the Great Leap Forward –                               | UK52 (3 Wo.)UK | Erstveröffentlichung: August 1988                                                                                  |
| 1991 | Sexuality Don’t Try This at Home                                   | UK27 (5 Wo.)UK | Erstveröffentlichung: Juni 1991                                                                                    |
| 1991 | You Woke Up My Neighbourhood Don’t Try This at Home                | UK54 (2 Wo.)UK | Erstveröffentlichung: August 1991                                                                                  |
| 1996 | Upfield William Bloke                                              | UK46 (2 Wo.)UK | Erstveröffentlichung: August 1996                                                                                  |
| 1997 | The Boy Done Good / Sugar Daddy Bloke on Bloke                     | UK55 (2 Wo.)UK | Erstveröffentlichung: Mai 1997                                                                                     |
| 1998 | Way Over Yonder in the Minor Key Mermaid Avenue                    | UK89 (1 Wo.)UK | Erstveröffentlichung: November 1998 mit Wilco                                                                      |
| 2002 | England, Half English                                              | UK98 (1 Wo.)UK | Erstveröffentlichung: Februar 2002 mit The Blokes                                                                  |
| 2002 | Take Down the Union Jack England, Half English                     | UK22 (2 Wo.)UK | Erstveröffentlichung: Mai 2002 mit The Blokes                                                                      |
| 2005 | We Laughed –                                                       | UK11 (5 Wo.)UK | Erstveröffentlichung: 31. Oktober 2005 Rosetta Life feat. Billy Bragg                                              |

Weitere Singles
- 1984: A New England
- 1985: Back to Basics Audio Aid (Flexi)
- 1986: Ideology
- 1987: Ballad of a Spycatcher (Leon Rosselson mit Billy Bragg und The Oyster Band)
- 1988: She’s Got a New Spell
- 1989: New England
- 2008: I Keep Faith
- 2008: The Beach Is Free / I Almost Killed You
- 2013: No One Knows Nothing Anymore
- 2013: Handyman Blues
- 2013: Folk Goes Ska

### Soundtrack
Instrumentalstücke und fünf Songs für Walking and Talking.
Für den 2010er Film We Want Sex komponierte Bragg zusammen mit David Arnold das Titelstück Made In Dagenham, das von Sandie Shaw interpretiert wurde.

## Auszeichnungen für Musikverkäufe
| Goldene Schallplatte - Australien - 1999: für die Single Mermaid Avenue |

Anmerkung: Auszeichnungen in Ländern aus den Charttabellen bzw. Chartboxen sind in ebendiesen zu finden.
| Land/RegionAuszeichnungen für Musikverkäufe (Land/Region, Auszeichnungen, Verkäufe, Quellen) | Silber     | Gold     | Platin | Verkäufe | Quellen     |
| -------------------------------------------------------------------------------------------- | ---------- | -------- | ------ | -------- | ----------- |
| Australien (ARIA)                                                                            | —          | Gold1    | —      | 35.000   | aria.com.au |
| Vereinigtes Königreich (BPI)                                                                 | 3× Silber3 | 2× Gold2 | —      | 380.000  | bpi.co.uk   |
| Insgesamt                                                                                    | 3× Silber3 | 3× Gold3 | —      |          |             |

## Literarische Werke
- The Progressive Patriot – A Search for Belonging. Bantam Press, London 2006, ISBN 978-0-593-05343-0.
- The Three Dimensions of Freedom. Faber & Faber Ltd, London 2019.
  - Die drei Dimensionen der Freiheit. Wilhelm Heyne Verlag, München 2020, ISBN 978-3-453-27279-8.

## Sekundärliteratur
- billybragg.co.uk: Billy Bragg. Biografie (PDF, englisch)
- Collins, Andrew: Still Suitable for Miners – Billy Bragg: The Official Biography. London: Virgin Books, 2002; ISBN 0-7535-0691-2
- Graf, Christian und Burghard Rausch: Rockmusiklexikon Europa, Bd. 1. Frankfurt am Main: Fischer, 1996; ISBN 3-596-12387-9 – Stichwort Billy Bragg, S. 187ff.
- Schmidt-Joos, Siegfried und Wolf Kampmann: Pop-Lexikon. Reinbek bei Hamburg: Rowohlt, 5. Aufl. 2002; ISBN 3-499-61114-7 – Stichwort Bragg, Billy, S. 84f.